# Bliss bibliographic classification
Bliss bibliographic classification (eller BC) är ett klassifikationssystem för bibliotek. Systemets upphovsman var amerikanen Henry E. Bliss (1870–1955).
Bliss arbetade i femtio år vid College of the City of New York. Där utvecklade han sitt system som användes vid skolans bibliotek från 1908. Han publicerade systemet 1935 och den första fullständiga utgåvan av systemet utkom mellan 1940 och 1953. Trots att Bliss var amerikan kom hans system att användas mer vid brittiska än amerikanska bibliotek. En andra utgåva av systemet börjades ges ut i Storbritannien från 1977. 